# Saxifraga ramulosa
Saxifraga ramulosa är en stenbräckeväxtart som beskrevs av Nathaniel Wallich. Saxifraga ramulosa ingår i Bräckesläktet som ingår i familjen stenbräckeväxter. Inga underarter finns listade i Catalogue of Life.